# 대보로
대보로(大寶路)는 인천광역시 부평구 삼산동에서 계양구 작전동까지 이르는 도로로, 총 연장은 870m이다.

## 유래 및 특징
한강의 농수로 뚝인 제방을 이곳에 사는 주민들이 예로부터 "대보"로 불리어 오는 것에서 인용하여 제명되었다. 또한 도로상 특징으로는 1차선짜리의 협소한 도로이기도 하다. 종점부에서는 아나지로443번길과 직결된다. 경인고속도로와의 접근은 불가하며, 경인고속도로 밑으로 지나가는 도로 중의 하나이다. 경인고속도로로 이동하려면 부평북로를 통해 부평대로에서 부평 나들목을 통해 빠져나가야 한다. 이 도로는 수변로와 직결되지만 그 이후에는 동수로를 거쳐 최종적으로 부영로까지 연결되는 부평권 순환 도로망 중의 하나이다.

## 역사
- 2009년 7월 5일 이전 : 도로명주소 시행 이전 당시까지만 하여도 대보둑길로 명명함.
- 2009년 7월 6일 : 도로명으로 대보로를 고시

## 주요 경유지
- 부평구 : 삼산동
- 계양구 : 작전동

## 접촉하는 도로
- 수변로 (직결)
- 평천로
- 영성로
- 부평북로
- 아나지로 (국도 제6호선, 국도 제77호선)
- 아나지로443번길 (직결)

## 특이 사항
- 경인고속도로 밑으로 들어가는 도로이기도 하며 해당 길목의 제한 높이가 2.0m 이하로 설정되어 있기 때문에 신장이 2m를 초과한 분이 보행할 수 없으며, 또한 이 높이를 초과시킨 차량 등에 한하여 진입할 수 없는 길목이다.
- 카카오맵에 의하면, 도로의 폭이 매우 비좁은 1차선 짜리이기도 하다.
- 폭이 1차선 짜리의 협소한 도로의 특성상 대체 도로에는 아나지로 이용 시 메뜰사거리에서 장제로를 통해 빠져 나가야 하며, 부평북로를 통해 계양구로 갈 경우에도 이와 마찬가지로 장제로를 이용하는 것을 권장해야 한다.